# ネバー・ギブ・ユー・アップ
「ネバー・ギブ・ユー・アップ」（Never Give You Up）は、ジェリー・バトラーが1968年に発表した楽曲。

## 概要
ケニー・ギャンブル、レオン・ハフ、ジェリー・バトラーの3人によって書かれた。録音はフィラデルフィアのカメオ・パークウェイ・レコ・アーツ・スタジオで行われた。参加ミュージシャンはノーマン・ハリス（ギター）、ボビー・イーライ（ギター）、ロニー・ベイカー（ベース）、レオン・ハフ（ピアノ）、アール・ヤング（ドラムズ）、ヴィンス・モンタナ（ヴィブラフォン）。編曲はボビー・マーティンが務めた。
1968年4月、シングルとして発売。B面は「ビサイド・ユー」。同年5月発売のアルバム『The Soul Goes On』に収録された。
ビルボード・Hot 100の20位を記録。またビルボードのHot R&B Singlesチャートの7位を記録。

## カバー・バージョン
- エディ・フロイド - 1968年のアルバム『I've Never Found a Girl』に収録。
- ジー・ミッドナイターズ - 1968年のシングル「Chicano Power」のB面。
- アイザック・ヘイズ - 1971年のアルバム『Black Moses』に収録。
- リン・コリンズ - 1972年のアルバム『Think (About It)』に収録。
- ボニー・ブラムレット - 1976年のアルバム『Lady's Choice』に収録。
- チャック・ブラウン&ザ・ソウル・サーチャーズ - 1979年のアルバム『Bustin' Loose』に収録。
- ザ・ブラック・キーズ - 2010年のアルバム『Brothers』に収録。
- ラリー・カールトン - 2010年のアルバム『Plays the Sound of Philadelphia』に収録。